# Eisenmangelanämie
Die Eisenmangelanämie (früher in Bezug auf die Symptomatik als Chlorose oder Bleichsucht bezeichnet) ist eine durch Eisenmangel verursachte und weltweit die häufigste Form der Anämie und wahrscheinlich auch die häufigste Mangelkrankheit überhaupt. Ihre Prävalenz wird auf ca. 600 Millionen Menschen weltweit geschätzt. Durch den Eisenmangel wird die Produktion des roten Blutfarbstoffes, des Hämoglobins, gestört. Menschen mit einer Eisenmangelanämie fühlen sich oft müde und schlapp und neigen zu einer blassen Gesichtsfarbe. In der Tiermedizin tritt sie insbesondere bei Ferkeln in konventioneller Haltung auf („Ferkelanämie“), wenn ihnen die Möglichkeit fehlt, im Boden zu wühlen. Ferkel haben nur geringe Eisenreserven zur Geburt und Sauenmilch enthält nur etwa 20 % des Eisenbedarfs.

## Häufigste Ursachen
Die häufigsten Ursachen der Eisenmangelanämie sind Mangelernährungen und Blutungen. Im Jahr 1854 hatte Wilhelm Griesinger das Ancylostoma duodenale als Ursache der tropischen Chlorose erkannt. Ein Eisenmangel kann jedoch auch durch einen erhöhten Bedarf während des Wachstums oder im Rahmen einer Resorptionsstörung im Dünndarm entstehen.
Oft sind neben einer zu niedrigen Aufnahme von Förderstoffen wie Vitamin C auch die Aufnahme von Hemmstoffen der Eisenaufnahme Ursache einer Anämie. Die Liste der Hemmstoffe umfasst beispielsweise Phytate (z. B. in Kleie, Erdnüssen, Hülsenfrüchten), Milchprodukte, Eier und Kaffee.

## Laborwerte und Diagnose
| Änderung   | Parameter                                            |
| ---------- | ---------------------------------------------------- |
| erniedrigt | Hämoglobin, Ferritin Transferrinsättigung, MCV, MCHC |
| erhöht     | Transferrin, RDW, Zink-Protoporphyrin                |

Disability-adjusted life year (DALY) aufgrund von Eisenmangelanämie pro 100.000 Einwohner im Jahr 2002 nach Schätzungen der WHO.
keine Daten
unter 50
50–100
100–150
150–200
200–250
250–300
300–350
350–400
400–450
450–500
500–1000
über 1000

Die Eisenmangelanämie ist eine mikrozytäre hypochrome Anämie, d. h. Hämoglobin ist erniedrigt (etwa Hb < 13,5 g/dl beim Mann und < 12,0 g/dl bei der Frau; die Normwerte sind je nach Quelle etwas unterschiedlich) und die Erythrozyten (roten Blutzellen) sind kleiner als normal (mikrozytär), enthalten weniger Hämoglobin als normal und sind daher im Blutausstrich schwächer gefärbt (hypochrom). Laborchemisch wird das durch die Parameter MCV (Mittleres Erythrozyteneinzelvolumen) und MCH (Mittleres Korpuskuläres Hämoglobin) ausgedrückt, die dann beide erniedrigt sind. Ein weiterer Hinweis auf eine Eisenmangelanämie ist eine deutlich erhöhte Größenvariation der roten Blutkörperchen (RDW) im Blutbild (Anisozytose). Eisen im Serum unterliegt starken ernährungsabhängigen Schwankungen und ist deshalb als alleiniger Parameter zur Diagnosesicherung ungeeignet. Am Eisenwert lässt sich in der Regel jedoch erkennen, ob ein Patient die verordneten – in hoher Dosierung gelegentlich schlecht verträglichen – Eisentabletten auch tatsächlich am Tag vor der Blutabnahme eingenommen hat. Ein erniedrigter Ferritinwert dagegen zeigt immer einen Eisenmangel an. Ein normaler oder gar erhöhter Wert schließt ihn jedoch nicht aus, da Ferritin als Akute-Phase-Protein im Rahmen einer Entzündungsreaktion verstärkt freigesetzt werden kann. Zuverlässiger ist die Transferrinsättigung, die sich aus Transferrinspiegel und Eisenspiegel berechnet und die beim Eisenmangel erniedrigt ist.
Eine Anämie ohne Eisenmangel deutet auf andere Ursachen hin wie beispielsweise einen Mangel an Vitamin B6, B12 oder Folsäure oder einen Erythropoetin-Mangel (renale Anämie), die für die Blutbildung notwendig sind (siehe Anämie). Insbesondere bei Menschen aus dem Mittelmeerraum und Südostasien ist auch an eine Thalassämie zu denken, die bei Mitteleuropäern nur selten vorkommt.

## Symptome
Folgende Symptome gelten als typisch:
- Anfangsstadium:
  - Leistungsabfall und körperliche Schwäche
  - Müdigkeit
  - Kopfschmerzen
  - Nägel: Brüchigkeit, Rillenbildung, Koilonychie
  - Mundwinkelrhagaden (ICD-Code: K13.0)

- Fortgeschrittenes Krankheitsbild:
  - eingeschränkte Herzfunktionen
  - Konzentrationsstörungen
  - Schwindelgefühl (Vertigo)
  - Gleichgewichtsstörung
  - Ohnmacht

## Behandlung
Grundsätzlich wird die Eisenmangelanämie wie ein Eisenmangel allgemein behandelt. Es gibt zwei wesentliche Behandlungsmöglichkeiten: Ernährung mit eisenhaltigeren Nahrungsmitteln und medikamentöse Eisentherapie (entweder per os oder parenteral).
Zusätzlich besteht noch eine Möglichkeit der spezifischen Behandlung einer Eisenmangelanämie, und zwar die Gabe von Blut (genauer Erythrozytenkonzentraten). Falls eine schwere, unter Umständen lebensbedrohliche Anämie vorliegt, müssen, um eine schnelle Änderung dieses Zustandes herbeizuführen, Bluttransfusionen verabreicht werden. Grundsätzlich sollte jedoch der Eisenmangel ausgeglichen werden und es sollten so wenig wie möglich Bluttransfusionen durchgeführt werden. Ein konsequenter und rechtzeitiger Ausgleich eines Eisenmangels kann Bluttransfusionen „einsparen“. Bei häufiger wiederholten Bluttransfusionen (ab etwa über 20–50) kommt es zu einer erhöhten Eisenzufuhr und dem Risiko einer Eisenüberladung, da der Körper das Eisen nur begrenzt wieder ausscheiden kann. Dadurch können Organschäden auftreten. Einer Eisenüberladung kann durch Eisenchelatoren entgegengewirkt werden. Diese binden das Eisen im Körper und führen es ab.